# Rhodnius prolixus
Rhodnius prolixus és una espècie d'hemípter redúvid de la subfamília Triatominae. És un insecte carnívor que s'alimenta de sang. Solen picar persones adormides, prop de la boca, d'on prové el nom anglès "kissing bug", «xinxa petonejadora».
És un dels vectors primaris del paràsit Trypanosoma cruzi que causa la malaltia de Chagas (amb Triatoma infestans). Es diu en castellà "chipo" o "pito"', especialment a Veneçuela i Colòmbia.